# Daniel Goodfellow
Daniel Goodfellow (Cambridge, 19 ottobre 1996) è un tuffatore britannico.

## Palmarès
- Giochi olimpici

Rio de Janeiro 2016: bronzo nel sincro 10 m.
- Mondiali

Gwangju 2019: argento nel sincro 3 m.
Doha 2024: oro nella squadra mista.
- Europei

Londra 2016: argento nel sincro 10 m.
- Giochi del Commonwealth

Gold Coast 2018: oro nel sincro 10 m.
Birmingham 2022: oro nel trampolino 3 m.
- Europei giovanili

Poznań 2013: oro nella piattaforma 10 m.
- Vincitore della Coppa del Mondo del sincro 3 m nel 2021